# 신인민군

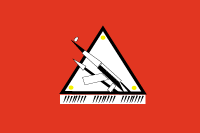
신인민군의 기

신인민군(新人民軍, 영어: New People's Army, 타갈로그어: Bagong Hukbong Bayan)은 필리핀의 공산주의 반군 단체이다. 1968년 필리핀 공산당의 지휘 아래 창설되었다.

## 필리핀 내전
1950년대와 1960년대 초반에도 소규모 유혈 사태를 일으켰다. 이후 1969년에 필리핀 내전을 일으켰다.

## 활동
현재 필리핀이 신식민지 상태에 있기에 자본주의로의 온전한 발전이 정체되었다고 보며, 신식민지 상태를 끝내고 인민민주주의국가를 만드는 것이 그들의 궁극적인 목표이다. 1970년대 활동이 최고조로 이르어 정부군이 잠시 밀렸으나 1980년대 말 아키노 정권의 수립과 소련의 붕괴로 현재는 활동이 잠잠한 상태다. 인원 수는 창설 당시 2,000명이었으나 현재는 20,000명 정도로 추산된다.

## 같이 보기
- 필리핀 국가민주전선